# Blanca París de Oddone
Pour les articles homonymes, voir Oddone.
Blanca París de Oddone, née le 7 juillet 1925 à Montevideo en Uruguay, morte le 23 juin 2008 dans la même ville, est une historienne et universitaire uruguayenne.
Connue pour ses recherches et ses travaux sur l'histoire de l'Uruguay et de l'Amérique du Sud, elle est lauréate d'une bourse de la Fondation Ford et d'une bourse Guggenheim pour ses recherches universitaires. Elle est professeur à l'université de la République.

## Jeunesse et formation
María Blanca París Corcoll naît le 7 juillet 1925 à Montevideo, en Uruguay. Elle est la fille de Rosa Corcoll et Francisco París, qui sont tous deux catalans.
Elle commence en 1946 ses études supérieures à l'université de Buenos Aires, dans la faculté de philosophie et de littérature. Elle poursuit ses études à l'université du Chili en 1948, puis passe la même année à l'université de la République à Montevideo. Elle termine ses études en 1951, soutient sa thèse et obtient un bachelor en histoire en 1957,. Elle reprend des études à l'université de Buenos Aires en 1960.

## Carrière
Blanca París de Oddone commence sa carrière en 1960, en enseignant à la faculté des sciences humaines et de l'éducation de l'université de la République. Au début des années 1960, elle épouse un collègue universitaire, Juan Oddone. Grâce à une bourse Gallinal, elle mène de 1960 à 1968 des recherches dans les archives d'Angleterre, de France, d'Italie et d'Espagne, orientées sur l'immigration vers le Río de la Plata. Elle perd son poste en 1974, après le coup d'État uruguayen. Bénéficiant cependant d'une bourse de la Fondation Ford, elle étudie à Buenos Aires au Consejo Latinoamericano de Ciencias Sociales (es) de 1974 à 1975.
Blanca París de Oddone, en exil au Mexique avec son mari, travaille à l'université nationale autonome du Mexique à partir de 1977. Elle écrit des articles pour la revue Universidades de 1978 à 1981 et pour Nuestra América de 1980 à 1981. En 1981, Blanca de Oddone remporte une bourse Guggenheim et commence alors un projet de recherche à l'Union des universités latino-américaines, axé sur l'histoire sociale de l'éducation en Uruguay.
À la fin de la dictature militaire uruguayenne, Blanca París de Oddone peut retourner en Uruguay. Elle y retrouve son poste à l'université de la République, et est promue professeur titulaire en 1991. Elle publie de nombreux articles historiques, aussi bien individuellement qu'en collaboration avec d'autres historiens. Elle est reconnue comme une experte sur la période historique ayant précédé le coup d'État de 1973,.
Ses œuvres les plus reconnues sont Las relaciones entre Montevideo y Buenos aires en 1811 (« Les relations entre Montevideo et Buenos Aires en 1811 », 1947-1948) ; La Universidad de Montevideo en la formación de nuestra conciencia Liberal, 1849-1885 (« L'université de Montevideo dans la formation de notre conscience libérale : 1849-1885 », 1948) ; et Figuras e instituciones catalanas en Uruguay (« Personnages et institutions catalanes en Uruguay », 1960). En collaboration avec son mari, elle publie Cronología comparada de la historia del Uruguay, 1830-1945 (« Chronologie comparée de l'histoire de l'Uruguay : 1830-1945 », 1966) et La universidad uruguaya desde el militarismo a la Crisis, 1885-1985 (« L'université uruguayenne du militarisme à la crise : 1885-1985 », 1971).
Blanca París de Oddone prend sa retraite en 2004. En 2007, Blanca París de Oddone et son mari, ainsi que les chercheurs Benjamín Nahum et José Pedro Barrán, sont déclarés citoyens illustres de Montevideo par la mairie.

## Décès
Blanca París de Oddone meurt le 23 juin 2008 à Montevideo. Elle est inhumée le lendemain au Cementerio del Norte.